# Славко Шурдоња
Славко Шурдоња (Сушак, 1. октобар 1912—Београд, 8. јануар 1943) био је југословенски и хрватски фудбалер.

## Биографија
Рођен је 1. октобра 1912. године у Сушку код Ријеке, где је почео да игра фудбал. Преминуо је 8. јануара 1943. године од туберкулозе, а живео је у сиромаштву.

## Каријера
Каријеру је започео у родном Сушаку, за Оријент, а након тога играо у Загребу за 1. ХШК Грађански до 1932. године. Од средине 1932. године играо је за БСК Београд, са којим је освојио Првенство Југославије 1933, 1935 и 1936. године. За БСК Београд играо је до 1940. године, а средином исте за Борово, до 1941. године. Од 1941. до 1942. године играо је за БАСК, а каријеру завршио у Јединству Београд, 1943. године.
За градску селекцију Београда играо је на 3 утакмцице, а једном за репрезентацију Југославије, 10. септембра 1933. године, на мечу против селекције Пољске, када је играо десну полутку.
Шурдоња је неколико пута добијао позиве да игра од италијанских фудбалских клубова, али их је одбијао.